# Роко Бароко
Роко Бароко (итал. Rocco Barocco; рођен 1944. године у Напуљу, Италија) је италијански модни креатор.
Крштено име му је Ђенаро Москаријело (итал. Gennaro Moscariello), а законски га је променио у Роко Бароко после првих успеха у модној индустрији.

## Биографија
Детињство и младост провео је на острву Искија, близу Напуља, где је одрастао у породици са осморо браће. Има диплому капетана дуге пловидбе коју је стекао на Академији за поморство на острву Проћида.
Привучен светом моде, 1962. године преселио се у Рим, где је најпре радио са Патриком Де Баренценом да би 1964. године основао компанију чији је сувласник био Giles, а која је радила више од 10 година.
Свој први show room отворио је 1974. године у Риму, на Шпанском тргу (Piazza di Spagna), а 1979. године, након успеха на пољу високе моде, приказао је и своју прву прет-а-порте колекцију.